# Voleibol als Jocs Olímpics d'estiu de 1980
Als Jocs Olímpics d'Estiu de 1980 celebrats a la ciutat de Moscou (Unió Soviètica) es disputaren dues proves de voleibol, una en categoria masculina i una altra en categoria femenina. La competició tingué lloc entre els dies 20 i l'1 d'agost de 1980.

## Comitès participants
Hi participaren un total de 204 jugadors, entre ells 114 homes i 90 dones, de 13 comitès nacionals diferents:
| Categoria masculina - Brasil - Bulgària - Cuba - Itàlia - Iugoslàvia - Líbia - Polònia - Romania - Txecoslovàquia - Unió Soviètica | Categoria femenina - Brasil - Bulgària - Cuba - Hongria - Perú - RDA - Romania - Unió Soviètica |

## Resum de medalles
| Prova                       | Or | Argent | Bronze |
| Categoria masculina Detalls | Unió SovièticaYuri Panchenko · Viacheslav Zaitsev · Aleksandr Savin · Vladimir Dorokhov · Aleksandr Ermilov · Pavel Selivanov · Oleg Moliboga · Vladimir Kondra · Vladimir Chernyshev · Fiodor Lashchenov · Valeri Krivov · Viljar Loor         | Bulgària Stoyan Gunchev · Hristo Stoianov · Dimitar Zlatanov · Dimitar Dimitrov · Tsano Tsanov · Stefan Dimitrov · Petko Petkov · Mitko Todorov · Kaspar Simeonov · Emil Valchev · Hristo Iliev · Yordan Angelov   | RomaniaCorneliu Oros · Laurentiu Dumanoiu · Dan Girleanu · Nicu Stoian · Sorin Macavei · Constantin Sterea · Neculae Pop · Günther Enescu · Valter Corneliu Chifu · Marius Cata-Chitiga · Florin Mina · Viorel Manole                    |
| Categoria femenina Detalls  | Unió Soviètica Nadezhda Radzevich · Natalia Razumova · Olga Solovova · Elena Akhaminova · Larisa Pavlova · Elena Andreiuk · Irina Makogonova · Liubov Kozyreva · Svetlana Nikishina · Liudmila Chernysheva · Svetlana Badulina · Lidia Loginova | RDAUte Kostrzewa · Andrea Heim · Annette Schultz · Christine Mummhardt · Heike Lehmann · Barbara Czekalla · Karla Roffeis · Martina Schmidt · Anke Westendorf · Karin Püschel · Brigitte Fetzer · Katharina Bullin | Bulgària Tania Dimitrova · Valentina Ilieva · Galina Stancheva · Sílvia Petrúnova · Anka Khristolova · Verka Borisova · Margarita Gerasimova · Rumiana Kaicheva · Maia Georgieva · Tania Gogova · Tsvetana Bozhurina · Rositsa Dimitrova |

## Medaller
| Posició | País           | Or | Argent | Bronze | Total |
| 1       | Unió Soviètica | 2  | 0      | 0      | 2     |
| 2       | Bulgària       | 0  | 1      | 1      | 2     |
| 3       | RDA            | 0  | 1      | 0      | 1     |
| 4       | Romania        | 0  | 0      | 1      | 1     |